# ツァーネル・ヒューズ
ツァーネル（ザーネル）・ヒューズ（Zharnel Hughes、1995年7月13日 ‐ ）は、イギリス出身の陸上競技選手。
陸上競技の専門は短距離走。
100mで9秒83・200mで19秒73。2023年世界陸上競技選手権大会100m銅メダリスト。

## 経歴
アンギラ島バレーで出生。